# Alimata Bara
Alimata Bara é uma comerciante de Beguédo, um pequeno vilarejo no leste de Burquina Fasso, na África Ocidental. Ela é uma das muitas "esposas solteiras" que se casaram com homens que trabalham no exterior (os chamados migrantes econômicos) e os veem poucas vezes em décadas. Ao contrário de outras esposas, ela abriu um pequeno comércio de carvão e vende parte da colheita da fazenda de sua família, conseguindo sobreviver, já que seu marido envia pouco dinheiro de tempos em tempos.

## Vida pessoal
Em 2009, aos 17 anos, Alimata Bara se casou com Saada, um "italiano", apelido dos homens migrantes econômicos que foram trabalhar na Itália. Os dois se conheceram no mercado, conversaram, ele levou grãos de café para os pais dela e os dois se casaram 10 dias depois. Alimata Bara e seu marido acreditavam que ela se juntaria a ele no exterior e, dessa forma, escaparia das dificuldades da vida rural em seu país. Contudo, logo após o casamento, Saada perdeu o emprego por conta da crise econômica e da mudança na política migratória da Europa, onde os imigrantes são impedidos de entrar. Hoje ele trabalha em uma fazenda de batatas, onde provavelmente cumpre uma jornada extremamente longa e recebe muito pouco por isso.
Assim Saada não levou Alimata Bara para a Itália e ele mesmo voltou a Beguédo apenas duas vezes desde o casamento. O casal passou menos de seis meses juntos entre 2009 e 2015. Alimata Bara é uma das muitas "esposas solteiras" da cidade: passou a viver com os sogros (como é o costume local), cuida da filha Omayma (que tinha 6 anos em 2015) e do filho Obaidou (que tinha três anos e só tinha visto o pai uma vez na vida) e espera seu marido retornar. Ela também cuida dos pais de Saada (que são idosos), trabalha na roça e cozinha; ou seja, ela é a provedora e cuidadora da família, o centro da casa.
| “              | Na Itália, é cada vez mais difícil encontrar um emprego. Ele não tem dinheiro para comprar uma passagem de avião. Às vezes eu deito na cama e não consigo dormir. Mas o que fazer? Devo encontrar outro homem? Não fazemos isso aqui. | ” |
| — Alimata Bara | |   |

Até mesmo a esperança de que, mesmo sem ter seu marido ao seu lado, ele poderia lhe dar uma vida boa não se cumpriu. Com o dinheiro que ganhou no exterior, Saada construiu uma pequena casa de um cômodo para Alimata, mas só consegue enviar 80 reais (cotação de 2015) de tempos em tempos. Felizmente, ela consegue sobreviver porque abriu uma pequena venda de carvão e porque vende parte da colheita.
Alimata nunca ficou esperando o dinheiro que seu marido mandaria da Itália. Durante a gravidez de sua filha, ela vendia verduras no mercado, mesmo que os pés inchassem por ficar no sol o dia todo, e que seu marido a mandasse ficar em casa. Com esse trabalho, ela economizou o suficiente para depois do nascimento da filha Omayma, comprar alguns sacos de carvão para negociar. Os lucros que ela obteve com a venda dos sacos de carvão, ela reinvestiu no pequeno negócio e agora tem um estoque de 30 sacos de carvão, que ela guarda e vende em um pequeno abrigo construído pelo marido em frente à sua casa. Além disso, quando tem tempo, Alimata vai de bicicleta ajudar sua mãe a cultivar a terra ond eplantam quiabo, painço, cebola e amendoim.
| “              | Se o amendoim produzir bem este ano, vou pagar a passagem de avião do meu marido da Itália para Beguedo. | ” |
| — Alimata Bara | |   |

Ela faz piada com sua situação, já que cinco anos de boas colheitas de amendoim não renderiam o dinheiro para uma passagem de avião. Ela desistiu de ir morar com ele na Itália e só quer que ele volte. Os dois costumam conversar por Skype quando Alimata vai a um pequeno cibercafé localizado em Beguedo.

## Os migrantes econômicos
Segundo Mahamadou Zongo, sociólogo e professor da Universidade de Uagadugu, nessa região de Beguédo, "quem não migrou é considerado alguém que não tem os olhos abertos. A migração é considerada formativa, constituindo-se quase como uma iniciação agir para passar da adolescência à maioridade". Mas esse é um fenômeno continental: os homens deixam suas famílias e migram para países vizinhos ou para a Europa em busca de melhores empregos, ficando por lá por anos ou décadas. "As mulheres [...] são responsáveis por ficar em casa cuidando da roça e dos filhos. Elas são abandonadas por seus pais, maridos e filhos por anos, até décadas. [...] E as esposas, mães, filhas, geralmente donas de casa, vivem como sombras, rondando o único espaço da cidade".
Antigamente, os casamentos em áreas rurais como Beguédo eram planejados durante meses. Antes do casamento, o pretendente devia trabalhar na fazenda dos futuros sogros para demonstrar que era confiável e que poderia ser um bom marido e suprir as necessidades de sua família. Mas agora, com tantos homens migrantes econômicos, é comum que eles escolham suas esposas em uma de suas viagens de férias e logo retornem para a Europa.
Os homens prometem retornar para casa regularmente ou mesmo levar suas esposas para o exterior quando se estabelecerem financeiramente por lá. Mas isso só foi real para os homens que migraram antes da crise econômica da Europa, quando os países aceitavam imigrantes. Os mais jovens não vivem a mesma experiência: passam-se 5 ou 6 anos entre o casamento e o primeiro retorno dos maridos. A diferença de contexto também pode ser constatada pelas ruas da cidade de Beguedo: Casas simples (dos "novos italianos") são ladeadas por casas grandes (dos "velhos italianos"). Um dos "velhos italianos" passou décadas trabalhando na Europa, enviava cerca de 160 reais para a família mensalmente, e conseguiu voltar para casa várias vezes e ajudar a cuidar dos sete filhos. Os "italianos" constroem casas em Beguedo pensando em ter para onde voltar quando estiverem velhos.
Mais da metade das mulheres com filhos que vivem em Beguédo estão nessa situação. Como a maior parte dos habitantes da cidade é da tribo Bissa que é muçulmana, alguns dos homens decidem se casar uma segunda vez e abandonam suas primeiras esposas, que passam a depender financeiramente dos filhos. Para se precaver de tal situação, algumas esposas guardam parte do pouco que recebem de seus maridos em poupanças pessoais, sem contar a eles. Outros homens levam suas novas esposas italianas para Beguedo e tratam suas esposas africanas como se fossem irmãs ou primas.
Por toda essa situação, alguns chamam Beguédo de "a pequena Itália".
Muitas dessas mulheres se arrependem de ter abandonado a escola tão cedo para se casar, pois poderiam ter se formado em uma profissão e não precisariam viver nessas condições.

## Reconhecimento
Alimata Bara foi nomeada uma das 100 Mulheres mais inspiradoras do mundo pela BBC na lista de 100 Mulheres de 2015.